# HRG Engineering Company
HRG Engineering Company – brytyjskie przedsiębiorstwo motoryzacyjne, produkujące samochody sportowe w latach 1935–1956. HRG zbudowało łącznie 241 pojazdów.

## Historia

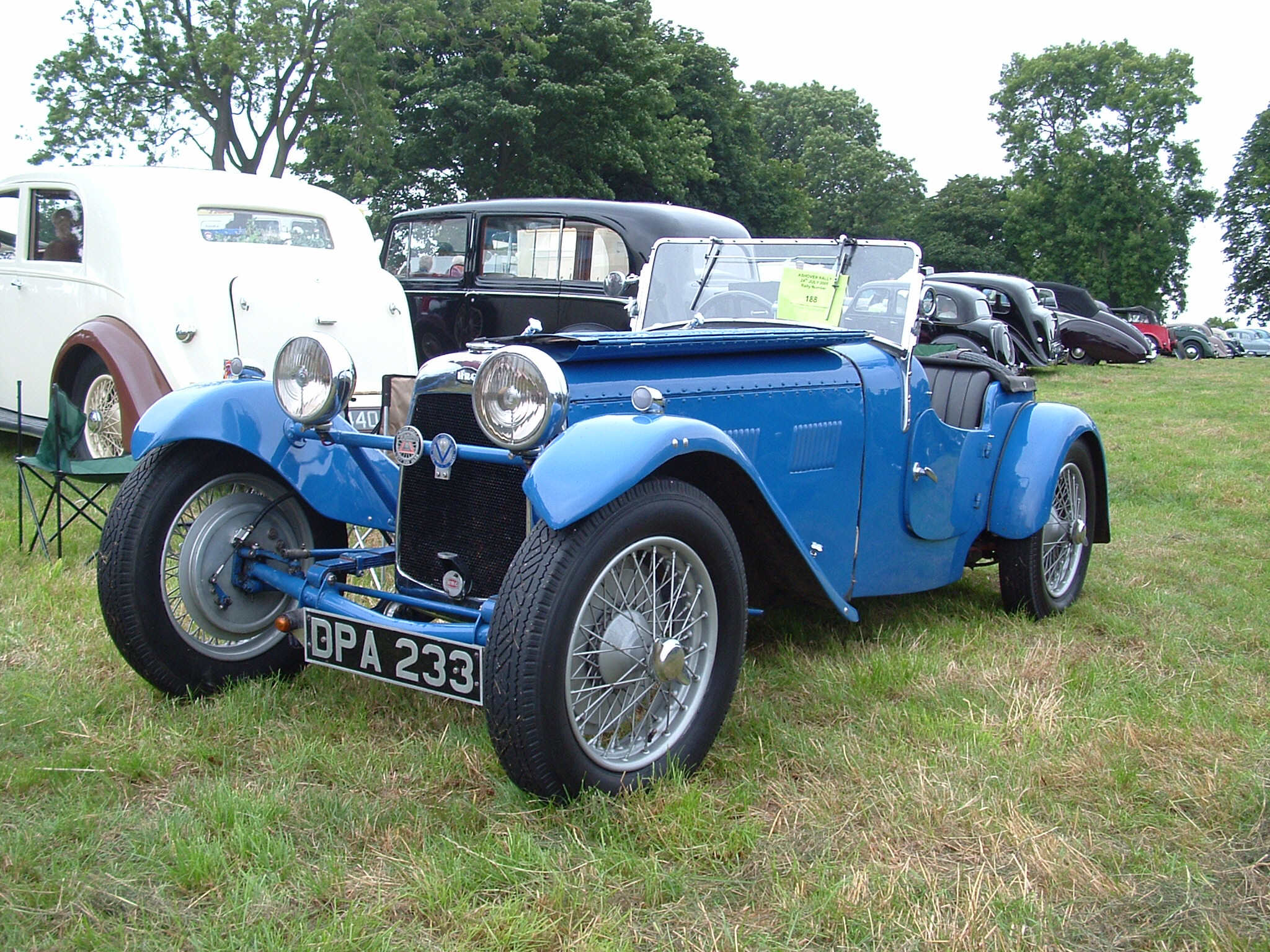
HRG 1½, pierwszy samochód firmy

W 1935 roku projektant samochodów, Henry Ronald Godfrey, zapoznał mechanika, mjra Edwarda Halforda z planem budowy nowego samochodu sportowego. Godfrey i Halford znali się z czasów wspólnych wyścigów w Brooklands. Gdy rozpoczęli oni prace nad pojazdem, zaprosili do przedsięwzięcia innego kierowcę z Brooklands, Guya Robinsa.
Celem HRG było wypełnienie luki w segmencie samochodów sportowych. W połowie lat 30. produkowano bowiem bądź bardzo drogie modele, bądź też przerobione samochody rodzinne, z poprawioną karoserią, które były powolne i źle się prowadziły. HRG chciało więc stworzyć taki samochód, który nadawałby się zarówno do codziennej jazdy, jak i ścigania się, co wymagało koncentracji na osiągach i prowadzeniu, a zatem również na masie i niskim środku ciężkości. W sześć miesięcy HRG zbudowało dwumiejscowy prototyp, używając półtoralitrowego silnika Meadows o mocy 12 KM, czterobiegowej skrzyni Moss oraz przekładni kierowniczej. Samochód stał się popularny, w związku z czym w lutym 1936 założono firmę i wynajęto przestrzeń produkcyjną w Tolworth. W 1936 roku wyprodukowano pięć samochodów, a rok później – jedenaście.
W 1938 roku wprowadzono dwa modele: model z silnikiem Singer o pojemności 1,1 litra i mocy 9 KM, oraz coupé z silnikiem Triumph (jeden egzemplarz). Ponadto HRG wystartowało w zawodach 24h Le Mans i zajęło najwyższe miejsce wśród brytyjskich marek. W 1939 roku wprowadzono model 1500 z silnikiem Singer 1,5 litra. Na okres II wojny światowej wstrzymano produkcję samochodów.

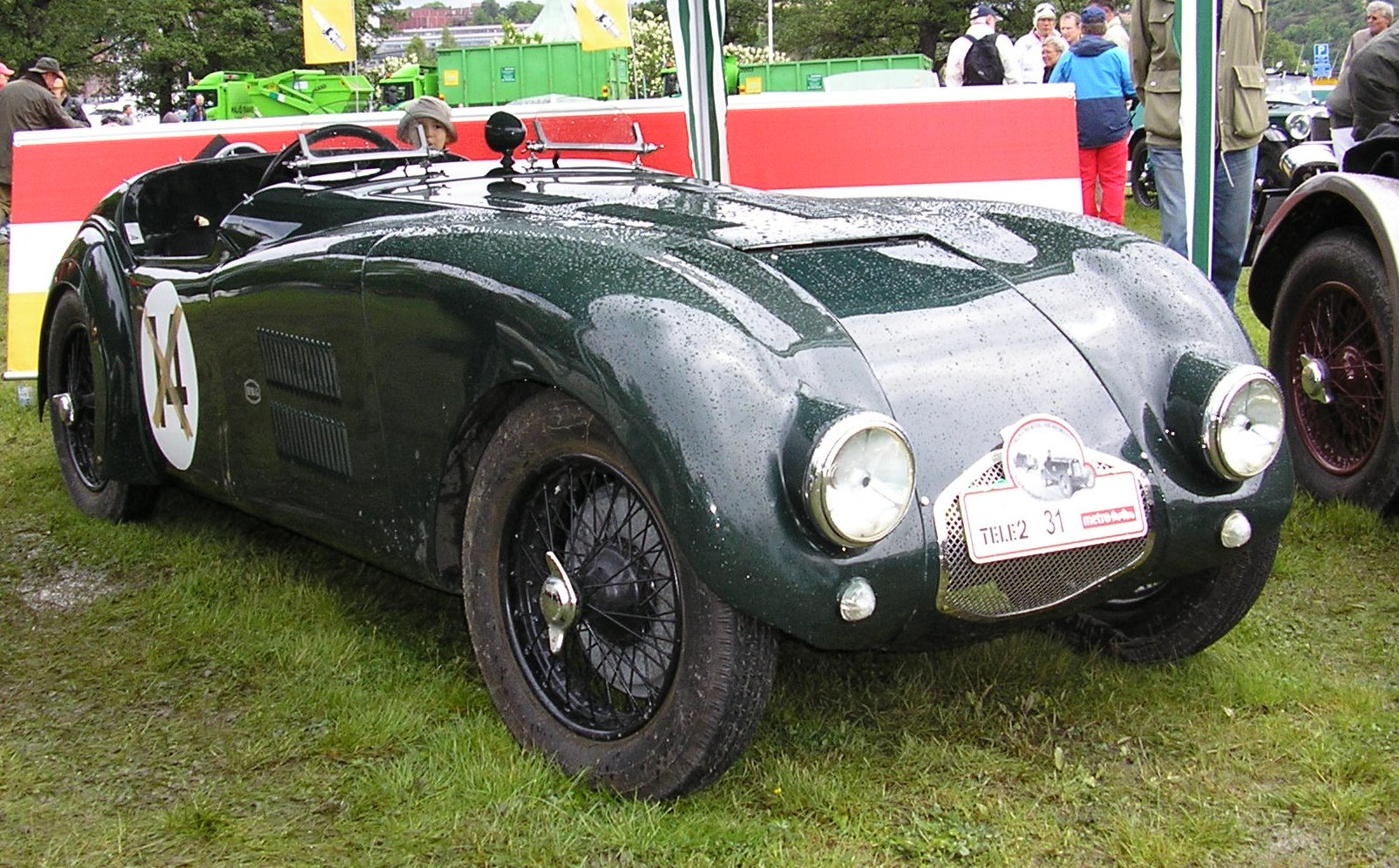
HRG Aerodynamic

W 1946 roku, dzięki wsparciu Lorda Selsdona oraz Taso Mathiesona, HRG wznowiło produkcję. Przedsiębiorstwo postanowiło unowocześnić stylistykę, dzięki czemu w 1947 roku powstała odmiana modelu 1500, nazwana Aerodynamic, przy czym pozostawiano klientom wybór między karoserią tradycyjną oraz nowoczesną. Nowa karoseria wpłynęła negatywnie m.in. na zawieszenie, i w 1948 roku porzucono nowy styl. W tym samym roku firma wygrała wyścig 24h Spa, a rok później HRG wygrało klasę w 24h Le Mans. W 1950 roku firmę opuścił Guy Robins, a nowym dyrektorem technicznym został S.R. Proctor. W tamtym roku sprzedano jedenaście samochodów, a w dalszych latach sprzedaż nadal spadała.
W 1952 roku powzięto pomysł o wprowadzeniu nowego projektu, który został wprowadzony w 1956 roku. Charakterystyczny dla tego samochodu był silnik DOHC, niezależne zawieszenie czy hydrauliczne hamulce tarczowe. Okazało się jednak, że firma Singer została przejęta przez Rootes Group, które zakończyło produkcję silników Singer. HRG, nie chcą korzystać z innych silników, wymuszających nowy projekt i budowę nowego prototypu, zakończyło produkcję, oferując swoje usługi inżynieryjno-rozwojowe dla takich marek, jak Volvo. W 1966 firma została zlikwidowana.